# Gabriele Paolini

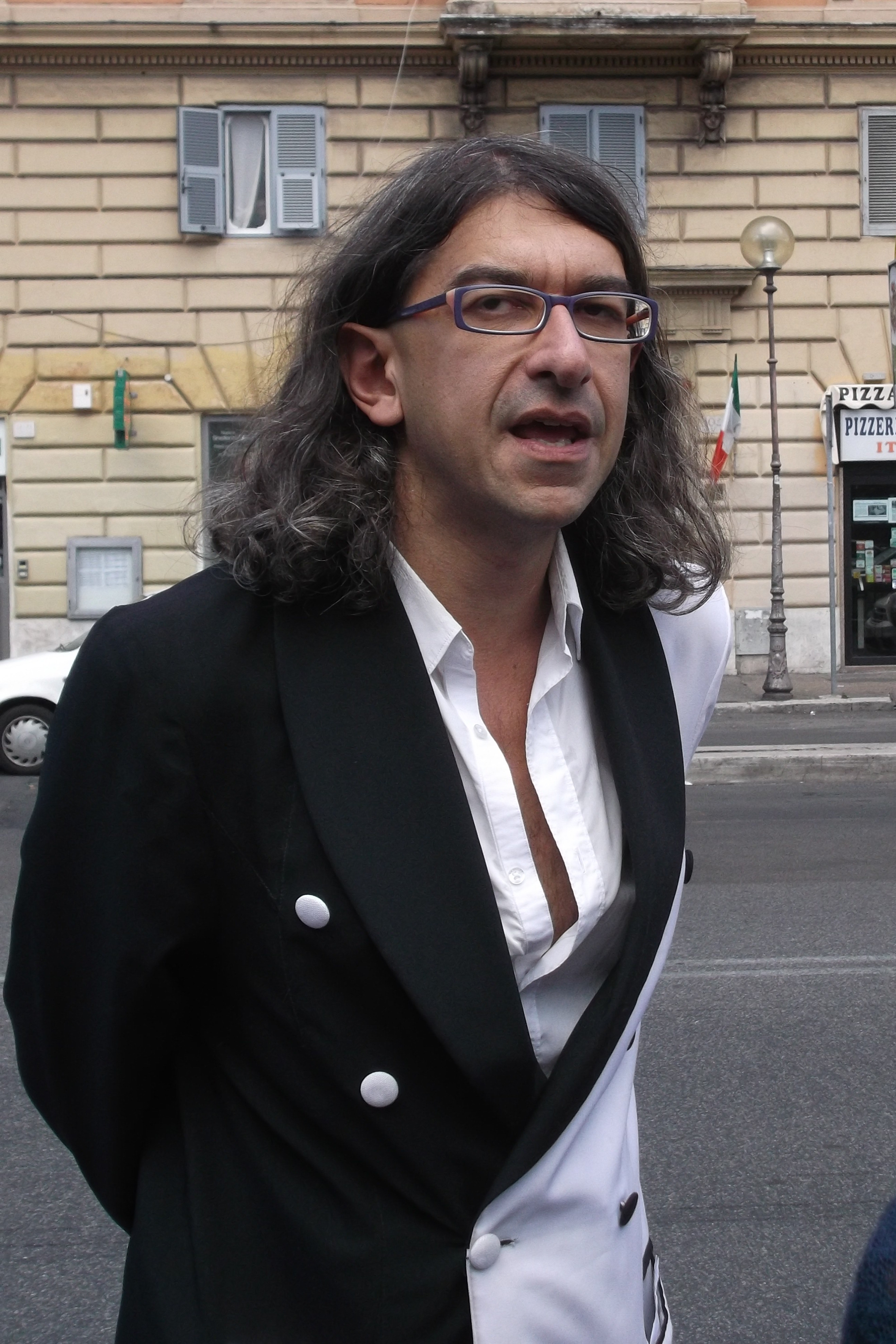
Gabriele Paolini

Gabriele Paolini (ur. 12 października 1974 w Mediolanie) - Włoch przeszkadzający reporterom w ich relacjach telewizyjnych na żywo, dowcipniś-awanturnik, przez wielu uważany za telewizyjnego wandala. Orędownik bezpiecznego seksu.

## Życiorys
Pierwszy raz wystąpił w 1992 r. podczas programu Maurizio Costanzo Show - nagle wstał trzymając zdjęcie aktora, będącego gościem programu i krzyknął: Kocham cię, Robercie Mitchum. W 1995 r. zmarł jego przyjaciel zarażony wcześniej AIDS, w wyniku uprawiania seksu bez zabezpieczenia z prostytutką. Od tego czasu zakłócał transmisje telewizyjne wtrącając m.in. hasła związane z bezpiecznym seksem. Określał siebie jako proroka prezerwatyw. Jego osoba pojawiała się na ekranach telewizorów w trakcie transmisji na żywo. Stawał za plecami dziennikarzy, aby pomachać ręką, zrobić minę, komentować oraz czasami pokazywać kartki z obraźliwymi hasłami.
Wtargnął na konferencję prasową w San Remo. Wręczył prezerwatywy również Giulio Andreottiemu i Dario Fo. Podczas meczu tenisa rozgrywanego między Martiną Hingis z Sereną Williams rzucił prezerwatywy na kort.
5 marca 1995 r. w kościele Santa Maria del Soccorso w Rzymie, podczas wizyty Jana Pawła II, dostał się do grupy skautów, którzy mieli spotkać się z papieżem po mszy. Ścisnął wówczas dłoń papieża, w której pozostawił prezerwatywę. Dostał się także do siedziby „L’Osservatore Romano” i telewizji watykańskiej, gdzie zostawił prezerwatywy (m.in. w windzie, za kaloryferami, pod wycieraczkami). Podczas drogi krzyżowej w Rzymie krzyczał do Jana Pawła II, aby zaakceptował stosowanie prezerwatyw.
W 1997 r. dostał się klasztoru Misjonarek Miłości w Rzymie, gdzie gościła Matka Teresa z Kalkuty. Wręczył jej wówczas list i prezerwatywę.
W 1998 r. zakłócił uroczystości związane z ekspozycją Całunu Turyńskiego. Krzyczał wówczas do arcybiskupa Turynu: Kardynale, „tak” dla prezerwatywy, „tak” dla życia. Gdyby Jezus żył, powiedziałby „tak” dla kondoma.
Kandydował także na burmistrza w swoim regionie - na konferencji prasowej pojawił się w piżamie oraz różowym szlafroku w kwiatki. Założył partię P.P.P. (Paolini Pro Preservativo).
Za obrazę religii poprzez zniesławienie Benedykta XVI, został skazany przez sąd pierwszej instancji na pięć miesięcy więzienia. Paolini będąc wtedy w obiektywie kamer prowadził happening rozdając prezerwatywy.
Wykrzykiwał także obraźliwe hasła pod adresem polityków. Podczas festiwalu filmowego w Wenecji wypowiadał obelgi pod adresem Silvio Berlusconiego, zakłócił relację po pokazie filmu konkursowego i dwa razy chciał wtargnąć przed kamery. Otrzymał od miejscowej policji trzyletni zakaz wstępu do tego miasta.
Zakłócał relacje telewizyjne dziennikarzy podczas manifestacji i pikiet pracowników linii lotniczych Alitalia. Został przez to objęty trzyletnim zakazem przebywania na rzymskim lotnisku Fiumicino.
W 2002 r. Paolini przez swoje zachowanie trafił do Księgi Rekordów Guinnessa (kategoria: przerywania i zakłócania transmisji telewizyjnych), mając na koncie 30'000 wtargnięć przed telewizyjne kamery.
Dochód jego stanowią m.in. honoraria od prasy za zdjęcia oraz sprzedaż publikacji i kaset na własny temat. Sponsorem jego jest także producent prezerwatyw.
W 2009 r, w dniu swoich 35. urodzin oświadczył, że nigdy więcej już nie będzie przeszkadzał telewizyjnym reporterom. Deklarację tę złożył przed sądem w Rzymie (gdzie toczył się jego kolejny proces o zakłócenie transmisji telewizyjnej). Poinformował także, że jego osoba jest tematem pracy magisterskiej, pt. Telewizyjny performance, przypadek Gabriele Paoliniego. Paolini po raz pierwszy rezygnował ze swojej działalności w 2002 r.